# موسی کویتا
موسی کویتا (انگلیسی: Moussa Koita؛ زادهٔ ۱۹ نوامبر ۱۹۸۲) بازیکن فوتبال اهل فرانسه است.
از باشگاه‌هایی که در آن بازی کرده‌است می‌توان به باشگاه فوتبال خنک و باشگاه فوتبال رویال شارلوا اشاره کرد.